# Philorhizus wollastoni nitidus
Philorhizus wollastoni nitidus é uma subespécie de insetos coleópteros pertencente à família Carabidae.
A autoridade científica da subespécie é Mateu, tendo sido descrita no ano de 1957.
Trata-se de uma subespécie presente no território português.